# Rebecca Peterson
Rebecca Peterson (n. 6 august 1995, Stockholm, Suedia) este o tenismenă profesionistă suedeză.
Cea mai înaltă poziție în clasamentul WTA la simplu este locul 43 mondial la simplu, în octombrie 2019, și locul 87 mondial la dublu, în decembrie 2022. Peterson a ajuns la două finale de simplu în turneul WTA în 2019, câștigându-le pe ambele. De asemenea, a ajuns la o finală de dublu WTA Tour în 2015, în care a reușit să câștige și titlul. Deține un titlu de dublu în WTA Challenger Tour. Pe Circuitul ITF, ea a câștigat 12 titluri la simplu și șase titluri la dublu.